# SIKON ISAF 5
SIKON ISAF 5 je bil peti kontingent Slovenske vojske, ki je deloval v sklopu misije ISAF med februarjem 2006 in avgustom 2006.
Poveljnik kontingenta je bil kapitan korvete Leo Ban; nastanjeni so bili v Camp Arena (Herat, Afganistan).

## Zgodovina
Večina kontingenta je delovala v Campu Arena in v mestu Herat.

## Sestava
V kontingentu je delovalo 49 pripadnikov:
- 47 v Heratu in
- 2 na poveljstvu Isafa v Kabulu.